# Crisòtemis (escultor)
Crisòtemis (grec antic: Χρυσόθεμις, llatí: Chrysothemis) fou un escultor natural d'Argos que, junt amb Eutèlidas, va fer en bronze les estàtues de Damaret i el seu fill Teopomp, guanyadors als jocs olímpics a les Olimpíades 65 i 66, per la qual cosa es dedueix que va viure al mateix temps, de l'any 520 aC en endavant.
Pausànies parla d'una de les estàtues i cita la inscripció que portava a la base on indicava el nom dels artistes amb un epigrama que deia Τέχναν εἰδότες ἐκ προτέπων, 'hem heretat les nostres habilitats dels mestres més antics'.